# Centomila perché/Andiamo a ballare
Centomila perché/Andiamo a ballare è un singolo di Lino Toffolo pubblicato nel 1979.

## Tracce
1. Centomila perché – 2:58 (Bruno Lauzi e Stefano Torossi)
2. Andiamo a ballare – 2:42 (Flaviano Mologni, Manrico Mologni e Lino Toffolo)

## Descrizione
Centomila perché è un brano inciso come sigla del programma per bambini della RAI 100.000 Perché mentre Andiamo a ballare è un brano che vede la partecipazione ai cori del gruppo Le Mele Verdi di Mitzi Amoroso.